# Coppa di Francia 2016-2017
La Coupe de France 2016-2017 è stata la 100ª edizione della manifestazione organizzata dalla FFF. È iniziata l'11 settembre 2016 e si è conclusa il 27 maggio 2017 con la finale allo Stade de France di Saint-Denis.
Il PSG ha vinto il trofeo per l'undicesima volta, diventando primatista assoluto nella competizione. I parigini sono inoltre la terza squadra, dopo Red Star e Lilla, a vincere la coppa per tre edizioni consecutive.
Essendo il PSG qualificato alla UEFA Champions League 2017-2018, il posto in UEFA Europa League 2017-2018 è stato attribuito alla squadra sesta classificata in Ligue 1 2016-2017.

## Calendario
| Turno                   | Data                        | Partite | Squadre     | Squadre entrate | Campionati entranti             |
| ----------------------- | --------------------------- | ------- | ----------- | --------------- | ------------------------------- |
| Primo turno             | Date regionali              | 2878    | 5756 → 2878 | 5756            | Divisioni regionali             |
| Secondo turno           | Date regionali              | 2008    | 4016 → 2008 | 1138            | Divisioni regionali             |
| Terzo turno             | 11 settembre 2016           | 1060    | 2120 → 1060 | 112             | •CFA 2                          |
| Quarto turno            | 25 settembre 2016           | 562     | 1124 → 562  | 64              | •CFA                            |
| Quinto turno            | 9 ottobre 2016              | 290     | 580 → 290   | 18              | •Championnat National           |
| Sesto turno             | 23 ottobre 2016             | 145     | 290 → 145   |                 |                                 |
| Settimo turno           | 12 novembre 2016            | 88      | 176 → 88    | 31              | •Ligue 2 •Divisione d'oltremare |
| Ottavo turno            | 4 dicembre 2016             | 44      | 88 → 44     |                 |                                 |
| Trentaduesimi di finale | 6-7-8-14-18 gennaio 2017    | 32      | 64 → 32     | 20              | •Ligue 1                        |
| Sedicesimi di finale    | 31 gennaio-1º febbraio 2017 | 16      | 32 → 16     |                 |                                 |
| Ottavi di finale        | 28 febbraio-1°-2 marzo 2017 | 8       | 16 → 8      |                 |                                 |
| Quarti di finale        | 4-5 aprile 2017             | 4       | 8 → 4       |                 |                                 |
| Semifinali              | 25-26 aprile 2017           | 2       | 4 → 2       |                 |                                 |
| Finale                  | 27 maggio 2017              | 1       | 2 → 1       |                 |                                 |

## Fase finale

### Trentaduesimi di finale
| Squadra 1               | Risultato         | Squadra 2               |
| ----------------------- | ----------------- | ----------------------- |
| 6 gennaio 2017          |                   |                         |
| Avranches (3)           | 3 - 1             | Laval (2)               |
| Les Herbiers (3)        | 4 - 3             | Gazélec Ajaccio (2)     |
| Monaco (1)              | 2 - 1             | Ajaccio (2)             |
| 7 gennaio 2017          |                   |                         |
| Le Poiré-sur-Vie (6)    | 3 - 1             | Viry-Châtillon (4)      |
| Lilla (1)               | 4 - 1             | Excelsior de S.J. (O)   |
| Sarreguemines (5)       | 2 - 1             | Stade Reims (2)         |
| Blagnac (6)             | 0 - 1             | Niort (2)               |
| Hauts Lyonnais (6)      | 0 - 0 (3 - 4 dtr) | CA Bastia (3)           |
| Bergerac (4)            | 2 - 2 (5 - 4 dtr) | Tolosa Rodeo (5)        |
| Strasburgo (2)          | 4 - 2 (dts)       | Épinal (3)              |
| Grenoble (4)            | 1 - 2             | Fréjus (4)              |
| Blois (5)               | 1 - 2             | Nantes (1)              |
| Guingamp (1)            | 2 - 1             | Le Havre (2)            |
| Quevilly-Rouen (3)      | 3 - 2             | Drancy (4)              |
| Besançon (5)            | 0 - 3             | Nancy (1)               |
| Louhans-Cuiseaux (5)    | 0 - 2             | Digione (1)             |
| Paris Saint-Germain (1) | 7 - 0             | Bastia (1)              |
| 8 gennaio 2017          |                   |                         |
| Sainte-Geneviève (5)    | 0 - 3             | Caen (1)                |
| Clermont Foot (2)       | 0 - 1             | Bordeaux (1)            |
| Lorient (1)             | 2 - 1             | Nizza (1)               |
| Auxerre (2)             | 4 - 2 (dts)       | Troyes (2)              |
| Lens (2)                | 2 - 1             | Metz (1)                |
| Tolosa (1)              | 1 - 2 (dts)       | Olympique Marsiglia (1) |
| Châteauroux (3)         | 4 - 1             | Pau (3)                 |
| Biarritz (6)            | 0 - 6             | Rennes (1)              |
| Istres (7)              | 1 - 2 (dts)       | Marseille Consolat (3)  |
| Croix (4)               | 1 - 4             | Saint-Étienne (1)       |
| Granville (4)           | 1 - 2             | Angers (1)              |
| Olympique Lione (1)     | 5 - 0             | Montpellier (1)         |
| 14 gennaio 2017         |                   |                         |
| Prix (5)                | 2 - 1             | Feignies-Aulnoye (5)    |
| Lunéville (5)           | 0 - 2             | Chambly (3)             |
| 18 gennaio 2017         |                   |                         |
| Fleury (4)              | 2 - 0             | Brest (2)               |

### Sedicesimi di finale
| Squadra 1               | Risultato   | Squadra 2               |
| ----------------------- | ----------- | ----------------------- |
| 31 gennaio 2017         |             |                         |
| Sarreguemines (5)       | 0 - 3       | Niort (2)               |
| Le Poiré-sur-Vie (6)    | 0 - 1       | Strasburgo (2)          |
| Bergerac (4)            | 2 - 0       | Lens (2)                |
| Bordeaux (1)            | 2 - 1       | Digione (1)             |
| Lilla (1)               | 1 - 0       | Nantes (1)              |
| Châteauroux (3)         | 2 - 3 (dts) | Lorient (1)             |
| Quevilly-Rouen (3)      | 3 - 0       | Marseille Consolat (3)  |
| Olympique Marsiglia (1) | 2 - 1 (dts) | Olympique Lione (1)     |
| 1º febbraio 2017        |             |                         |
| Avranches (3)           | 1 - 0       | Fleury (4)              |
| Les Herbiers (3)        | 1 - 2 (dts) | Guingamp (1)            |
| Auxerre (2)             | 3 - 0 (dts) | Saint-Étienne (1)       |
| CA Bastia (3)           | 2 - 0       | Nancy (1)               |
| Fréjus (4)              | 1 - 0       | Prix (5)                |
| Chambly (3)             | 4 - 5 (dts) | Monaco (1)              |
| Angers (1)              | 3 - 1       | Caen (1)                |
| Rennes (1)              | 0 - 4       | Paris Saint-Germain (1) |

### Ottavi di finale
| Squadra 1               | Risultato         | Squadra 2               |
| ----------------------- | ----------------- | ----------------------- |
| 28 febbraio 2017        |                   |                         |
| Fréjus (4)              | 2 - 0             | Auxerre (2)             |
| CA Bastia (3)           | 0 - 1             | Angers (1)              |
| Bordeaux (1)            | 2 - 1             | Lorient (1)             |
| 1 marzo 2017            |                   |                         |
| Quevilly-Rouen (3)      | 1 - 2             | Guingamp (1)            |
| Avranches (3)           | 1 - 1 (6 - 5 dtr) | Strasburgo (2)          |
| Niort (2)               | 0 - 2             | Paris Saint-Germain (1) |
| Olympique Marsiglia (1) | 3 - 4 (dts)       | Monaco (1)              |
| 2 marzo 2017            |                   |                         |
| Bergerac (4)            | 1 - 2             | Lilla (1)               |

### Quarti di finale
| Squadra 1     | Risultato | Squadra 2               |
| ------------- | --------- | ----------------------- |
| 4 aprile 2017 |           |                         |
| Fréjus (4)    | 0 - 1     | Guingamp (1)            |
| Monaco (1)    | 2 - 1     | Lilla (1)               |
| 5 aprile 2017 |           |                         |
| Angers (1)    | 2 - 1     | Bordeaux (1)            |
| Avranches (3) | 0 - 4     | Paris Saint-Germain (1) |

### Semifinali
| Squadra 1               | Risultato | Squadra 2    |
| ----------------------- | --------- | ------------ |
| 25 aprile 2017          |           |              |
| Angers (1)              | 2 - 0     | Guingamp (1) |
| 26 aprile 2017          |           |              |
| Paris Saint-Germain (1) | 5 - 0     | Monaco (1)   |

### Finale
| Arbitro: | Bastien |

|  |           |                       |
|  | Marcatori | 90+1’ (aut.) Cissokho |

#### Formazioni
| Angers | PSG |

| Angers (4-4-2)  |    |                     |      |        |
|                 |    |                     |      |        |
| P               | 30 | Alexandre Letellier |      |        |
| D               | 8  | Ismaël Traoré       | 68'’ |        |
| D               | 24 | Romain Thomas       |      |        |
| D               | 28 | Issa Cissokho       |      |        |
| C               | 5  | Thomas Mangani      |      |        |
| C               | 17 | Cheikh N'Doye (c)   |      |        |
| C               | 18 | Baptiste Santamaría |      | 90+3'’ |
| C               | 29 | Vincent Manceau     |      |        |
| A               | 7  | Karl Toko Ekambi    |      |        |
| A               | 9  | Famara Diedhiou     | 57'’ | 63'’   |
| A               | 19 | Nicolas Pepe        |      | 84'’   |
| A disposizione: |    |                     |      |        |
| P               | 1  | Denis Petrić        |      |        |
| D               | 4  | Mateo Pavlović      |      |        |
| C               | 17 | Jonathan Bamba      |      | 63'’   |
| C               | 20 | Flavien Tait        |      | 84'’   |
| A               | 10 | Gilles Sunu         |      |        |
| A               | 11 | Kévin Bérigaud      |      | 90+3'’ |
| A               | 15 | Pierrick Capelle    |      |        |
| Allenatore:     |    |                     |      |        |
| Stéphane Moulin |    |                     |      |        |

| Paris Saint-Germain (4-3-3) |    |                  |      |      |
|                             |    |                  |      |      |
| P                           | 16 | Alphonse Areola  |      |      |
| D                           | 2  | Thiago Silva (c) |      |      |
| D                           | 5  | Marquinhos       |      |      |
| D                           | 17 | Maxwell          |      |      |
| D                           | 19 | Serge Aurier     | 45'’ |      |
| C                           | 6  | Marco Verratti   |      |      |
| C                           | 8  | Thiago Motta     |      |      |
| C                           | 14 | Blaise Matuidi   |      |      |
| A                           | 9  | Edinson Cavani   |      |      |
| A                           | 11 | Ángel Di María   | 40'’ |      |
| A                           | 23 | Julian Draxler   |      | 72'’ |
| A disposizione:             |    |                  |      |      |
| P                           | 1  | Kevin Trapp      |      |      |
| D                           | 3  | Presnel Kimpembe |      |      |
| C                           | 10 | Javier Pastore   |      | 72'’ |
| C                           | 18 | Giovani Lo Celso |      |      |
| C                           | 25 | Adrien Rabiot    |      |      |
| A                           | 7  | Lucas            |      |      |
| A                           | 20 | Gonçalo Guedes   |      |      |
| Allenatore:                 |    |                  |      |      |
| Unai Emery                  |    |                  |      |      |